# Nethergate House
Nethergate House, auch Provost Riddoch’s House, ist eine Villa in der schottischen Stadt Dundee in der gleichnamigen Council Area. 1965 wurde das Bauwerk in die schottischen Denkmallisten in der höchsten Denkmalkategorie A aufgenommen.

## Geschichte
Es war Alexander Riddoch, der als Provost (in etwa Bürgermeister) von Dundee die Villa für sich errichten ließ. Der Entwurf des 1790 erbauten Nethergate House wird dem schottischen Architekten Samuel Bell zugeschrieben. Später nutzte die Clydesdale Bank Nethergate House. Die Umzäunung wurde um 1812 von David Neave gestaltet.

## Beschreibung
Die zweistöckige Villa steht an der Nethergate am Westrand des Stadtzentrums von Dundee unweit der Ensembles 136–148 Nethergate und 133–139 Nethergate. Die nordwestexponierte Hauptfassade der schlicht klassizistisch ausgestalteten Villa ist drei Achsen weit. Ihr Mauerwerk besteht aus zu ungleichförmigen Quadern behauenem Sandstein, während entlang der Seitenfassaden und der rückwärtigen Fassade Bruchstein verbaut wurde. Das zentrale Eingangsportal schließt mit einem Kämpferfenster und ist von ionischen Säulen flankiert. Es ist über eine kurze Vortreppe mit schlichten schmiedeeisernen Geländern zugänglich. Die Villa schließt mit einem schiefergedeckten Satteldach mit giebelständigen Kaminen. An der Rückseite treten drei Dachgauben aus dem Dach heraus. Zu beiden Seiten setzen sich einstöckige Pavillons mit schiefergedeckten Halbwalmdächern fort.